# ميخائيل هانكوك
ميخائيل هانكوك (بالإنجليزية: Michael Hancock)‏ هو سياسي أمريكي، ولد في 1969 في فورت هود في الولايات المتحدة. حزبياً، نشط في الحزب الديمقراطي.

## وصلات خارجية
- الموقع الرسمي